# Ruest
Koordinaten: 53° 37′ N, 11° 57′ O
Ruest ist ein Ortsteil der Gemeinde Mestlin im Landkreis Ludwigslust-Parchim in Mecklenburg-Vorpommern.

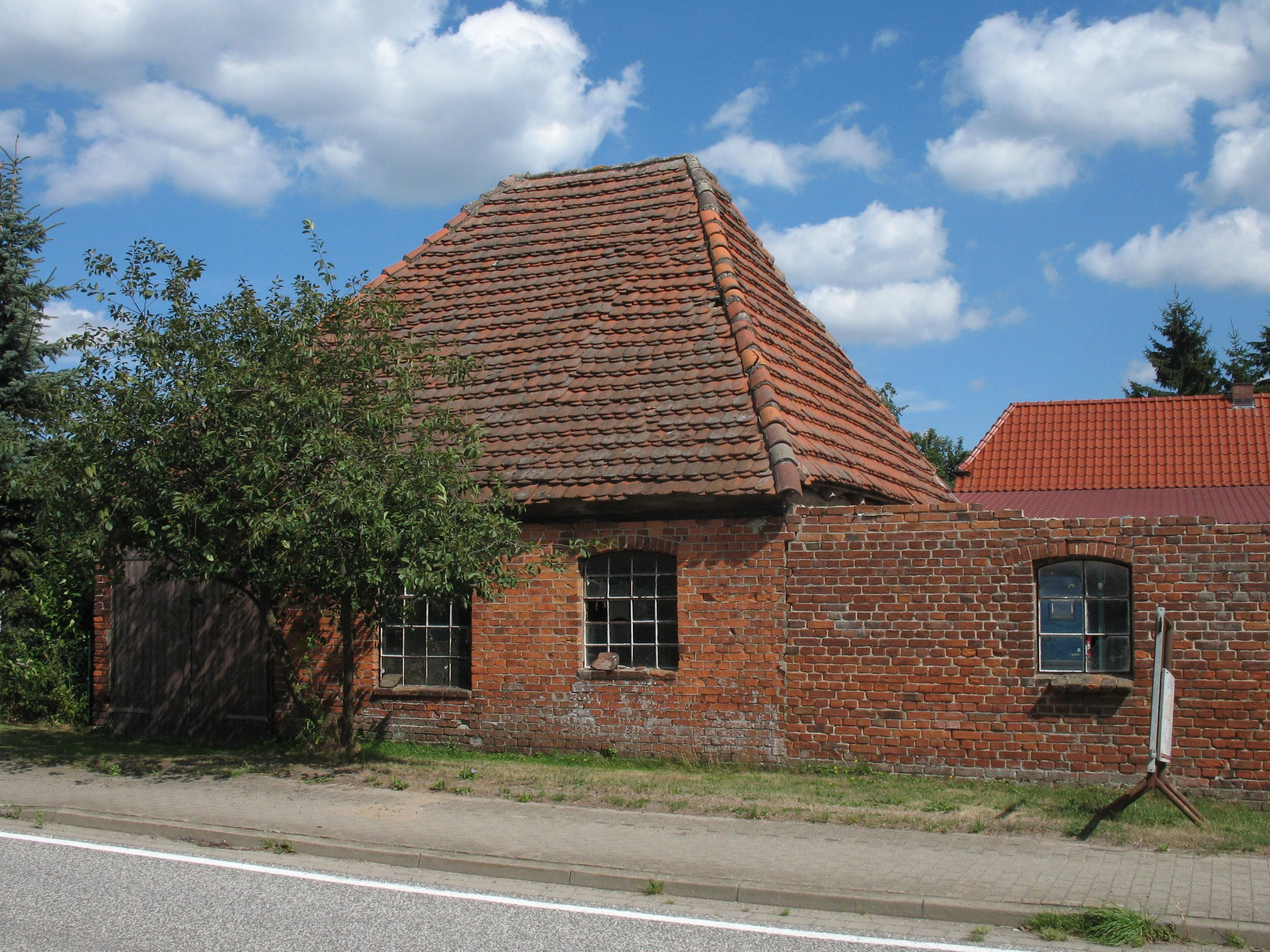
Ehemalige Schmiede in Ruester Krug (2013)

## Geografie
Das Dorf liegt im Norden des Mestliner Gemeindegebietes etwa 20 Kilometer nördlich von Parchim und zehn Kilometer westlich von Goldberg. Der Ort befindet sich etwa 73 Meter über NHN und ist größtenteils von Ackerflächen umgeben. Westlich beziehungsweise südwestlich von Ruest liegen die Siedlungen Ruester Krug und Ruest-Ausbau. Südlich von Ruester Krug befand sich am Glockenmoor die Dörpstäd, eine wüste Dorfstätte. Östlich des Ortes sind innerhalb des Brandmoores, an dem Holzkohle gebrannt wurde, Reste eines Burgwalls zu erkennen.
Durch Ruest führt die Kreisstraße 15 von Mestlin nach Groß Niendorf.

## Geschichte
Der Ortsname soll slawischer Herkunft sein und bedeutet als rust so viel wie Mäusedorn (Pflanze, polnisch: ruszczek).
Archäologische Untersuchungen deuten auf eine Besiedlung der Gemarkung bereits in der Jungsteinzeit hin. Ein bronzezeitliches Hügelgrab wurde überbaut. Durch Germanen besiedelt, kamen nach der Völkerwanderung die Slawen. Spätestens im 13. Jahrhundert begann ein Zuzug deutscher Bauern, die ein Dorf neben der slawischen Siedlung gründeten. Abseits lag die Turmhügelburg eines Ritters, der „Nygenhof“ am Bollberg.
Erstmals urkundlich erwähnt wurde Ruest 1352. Es gehörte zum Land Werle und Nicolaus von Werle belehnte 1354 Dankwart Gustaevel mit Ruest dat dorp tu Ruyst.
1540 lebten dort 18 Bauern, zudem existierte ein Gutshof. Nach der Wiebekingschen Karte von 1786 sind die Bauernstellen beidseitig des durch den Ort führenden Weges angeordnet.
Dreißigjähriger Krieg und die Pest im Jahr 1638 sorgten für einen starken Bevölkerungsrückgang auf ein Drittel. Höfe wurden zerstört und Felder lagen wüst. 1696 waren bereits sechs Hofstellen wieder bebaut und trotz zwischenzeitlicher Kriege zählte Ruest 1704 67 Einwohner, 1751 schon 106. 1785 wird eine Schmiede an der Straße nach Mestlin in Aufzeichnungen genannt. In den Mecklenburgischen Nachrichten vom 6. Juni 1761 ist unter Fragen und Anzeigen zu lesen: Dem Publico wird mittels diesem bekannt gemacht, dass Trinitatus 1762 folgende Verpachtung im hiesigen Kloster-Amte außer Pacht fallen und bemeldten Zeit allhier wieder verliefert werden soll, als dem 18. Juni der Krug zu Rüst. Solchen können die Liebhaber zu solcher Pachtung, sich gedachtem Tage, des Morgens um 9 Uhr, hieselbst einfinden, auch zuvor davon hier nähere Nachricht bekommen. Dobbertin, den 28. April 1761. Provisores, Closter-Hauptmann und Beamte hier.
Während der zurückmarschierenden kaiserlichen Truppen Napoleons waren vom 20. Mai zum 21. Mai 1806 auch in Ruest von Pawlowskys fast 2000 Mann starken reitenden Armee vier Offiziere, 87 Kosaken mit 91 Pferden einquartiert. In der Nacht vom 2. zum 3. Oktober 1820 war das ganze Bauerngehöft des Bauern Garling bestehend aus einem Wohnhaus, Viehstall, Scheune, kleinem Stall und Altenteilkaten ein Raub der Flammen geworden. 1830 sind neben der Kirche auch Schule und ein Krug erwähnt. Seit 1832 wurde in Ruest das Erbpachtrecht angewendet und der Zerstückelung von Flächen entgegengewirkt. Im 19. Jahrhundert wurde Ruest zu einem großen Bauerndorf mit 26 Höfen. Die Abhängigkeit der früheren Klosterbauern vom Klosteramt wurde abgebaut. 1832/33 entstanden westlich des Ortes der Ruester Ausbau (auch Neu Ruest) und Ruester Krug.
Um 1900 "fühlten sich die Ruester Bauern als kleine Könige in ihrem Reich". Im Ersten Weltkrieg fielen 11 Ruester Männer.
1937 wurden 284 Einwohner im Dorf gezählt. Die 25 Bauernstellen, zwei Büdner und vier Häusler bewirtschafteten 1351 Hektar Land. Es gab noch eine Schmiede, eine Dampfmolkerei, einen Krug und eine Nebenschule vom Klosteramt. im Dorf.
Im Zweiten Weltkrieg ersetzten französische Kriegsgefangene und Polen die eingezogenen Ruester Männer in der Landwirtschaft. Ab Januar 1945 strömten Flüchtlinge aus den Ostgebieten ins Dorf. Tiefflieger beschossen die auf den Feldern arbeitenden Leute. Der Krieg und nachfolgende Ereignisse forderten von der Dorfbevölkerung insgesamt 24 Todesopfer. 15 Ruester fielen an den Fronten, 5 Menschen nahmen sich nach dem Einrücken der Roten Armee am 3. Mai 1945 das Leben – zum Teil nach Vergewaltigungen. Vier Bauern wurden in das sowjetische Speziallager Fünfeichen verschleppt, von denen zwei nicht wiederkamen. Ein Bauer wurde erschossen. Eine Frau starb in Zusammenhang mit ihrer Ausweisung. Dazu wurden in der Umgebung von Ruest Anfang Mai 1945 zwölf deutsche Soldaten und zwei Nachrichtenhelferinnen von Rotarmisten erschossen. Vieh wurde geschlachtet oder weggetrieben, dann kam mit zugetriebenen Tieren die Maul- und Klauenseuche ins Dorf. Das Ablieferungssoll war drückend. Vom 3. Mai bis 12. August 1945 gab es keinen Strom im Dorf. In Ruest lebten am 1. August 1945 noch 223 Einwohner und 109 Flüchtlinge. Die eingesetzten Bürgermeister wechselten häufig. Im Mai 1945 war es der Lehrer Wilhelm Marten, danach Franz Sternberg, der schon im September 1945 aus gesundheitlichen Gründen zurücktrat. Ab September 1945 kam Willi Stachorra, der im November 1946 wegen schwerer Vergehen verhaftet und zu Zuchthaus verurteilt wurde. 1946 kandidierte bei der Gemeinderatswahl nur eine Partei, die SED. Benno Ciesniewski hielt es bis 1949 durch, ging danach als Frisör nach Dabel.
Noch 1949 wurde Ruest als „ein freies Bauerndorf mit 26 Altbauern und 26 Neubauern“ geschildert. Am 1. Januar 1951 wurde die Gemeinde Ruest aufgelöst und nach Mestlin eingemeindet und von dort verwaltet.
Aufgrund von Repressionen während der Zwangskollektivierung flüchteten am 26. und 27. Juli 1952 sieben Bauern und sechs Neubauern aus Ruest nach Westdeutschland. 1953 folgten sechs weitere Bauern.

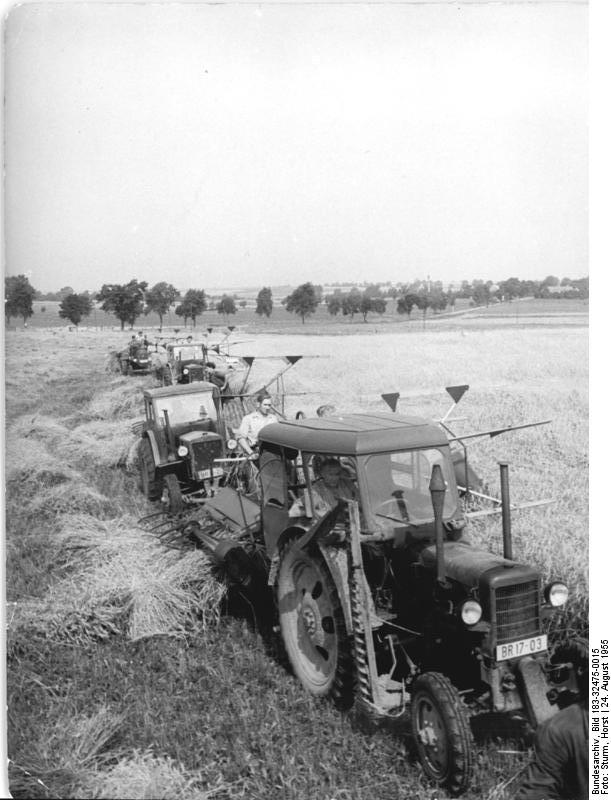
Getreideernte in Ruest (1955)

Da 1952 in Mestlin durch Beschluss der Aufbau als Beispieldorf begann, wurde 1953 die Feldmark Ruest der LPG in Mestlin zugeschlagen. Ortsansässige Bauern wurden zwangsumgesiedelt. Der Ort wurde von Flüchtlingen besiedelt, die das Dorf in den Folgejahren jedoch wieder verließen. Es verblieben Ruinen und vier bewohnbare Häuser. Zahlreiche Höfe lagen wüst, darauf stehende Gebäude wurden oft vollständig abgetragen. 1994 lebten noch 12 Einwohner in Ruest.
1955 wurde am Ruester Krug eine Schweinemastanlage und ein Kuhstall gebaut und der Kindergarten geschlossen. 1957 erfolgte die Schließung der Dorfschule und die Kinder wurden von der LPG nach Mestlin gefahren.
Da seit 1952 in der Landwirtschaft und in der späteren LPG Arbeitskräftemangel bestand, wurde 1959 auf Vorschlag des Amtes für Gesundheit und Sozialwesen in Ruest für ehemalige Straftäter eine Wohnbaracke als Heim für soziale Betreuung gebaut, wo bis 1961 etwa 50 Frauen für zwei Jahre als Rehabilitationszeit untergebracht waren. Sie arbeiteten in der Rinder- und Schweinezuchtanlage und kochten für sich selbst. Nach ihrer Verlegung arbeiteten dort bis Ende 1969 die gleiche Anzahl an Männern. Sie arbeitet in der LPG und später in der Forst.
Ab 1970 wurde hier ein Altersheim eingerichtet. Ab 1983 gab es ein zweites Altersheim in der ehemaligen Dorfschule, die 1994 geschlossen wurde. Nach einer umfassenden behindertengerechten Sanierung durch das Diakoniewerk Kloster Dobbertin wurde es 1996 als Wiesenhaus eröffnet.
Am 29. und 30. Mai 2002 fand im Dorf die 650-Jahr-Feier statt.

### Dorfschulzen
Der Schulze, später Orts- und Gemeindevorsteher genannt, hatte die wichtigste staatliche Funktion im Dorf inne.
- 1588–1593 Clawens/Klaus Kröger
- 1594–1620 Heiner Strahlendorf
- 1623–1631 Jochen Dolge
- 1632 erwähnt Chim Dolge
- 1649–1669 Hinrich Strahlendorf
- 1670–1680 Joachim Wiese
- 1700–1725 Paschen Wiese
- 1728–1763 Johann Matthis Wiese
- 1763–1764 Johann Carl Wiese
- 1776 erwähnt Christian Ludwig Rathsack
- 1781–1782 Johann Daniel Hahn
- 1783–1830 Johann Friedrich Christoph Hahn
- 1831–1856 Johann Friedrich Hahn
- 1867 erwähnt Christian Johann Jacob Rieck
- 1881–1903 Friedrich Johann Carl Rieck
- 1904–1908 Friedrich Joachim Theodor Westphal
- 1908–1909 Carl Friedrich Ehmcke
- 1909–1910 Carl Christian Johann Friedrich Sternberg
- 1910–1927 Richard Friedrich Johann Wilhelm Martin Hahn
- 1929–1939 Ernst Friedrich Johann Westphal

### Bürgermeister
- 1945 erwähnt Lehrer Wilhelm Marten, da Kaufmann Franz Sternberg als erster Bürgermeister gesundheitliche Probleme hatte.
- ab September 1945 wurde der Frisör Willi Stachorra vom Landrat Haase zum Bürgermeister bestimmt. Da er als Frisör wenig Ahnung von der Landwirtschaft hatte, wurde ihm Wahls als landwirtschaftlicher Berater zur Seite gestellt. Im November 1946 wurde Stachorra verhaftet und zu sechs Jahren Zuchthaus verurteilt.
- 1947 wurde der Frisör Benno Ciesniewski Bürgermeister, doch noch 1947 wurde es Sedelke aus dem Memelland.
- 1948 wurde der aus Ostpreußen stammende Neubauer Fritz Riegel auf dem Büthberg Bürgermeister.
- 1949 war der Forstarbeiter August Sparr aus Ruest Bürgermeister. Danach erfolgte die Auflösung der Gemeinde und Einordnung nach Mestlin.

## Eingemeindung
Am 1. Juli 1950 kam Kadow zu Ruest und am 1. Januar 1951 Ruest zu Mestlin.

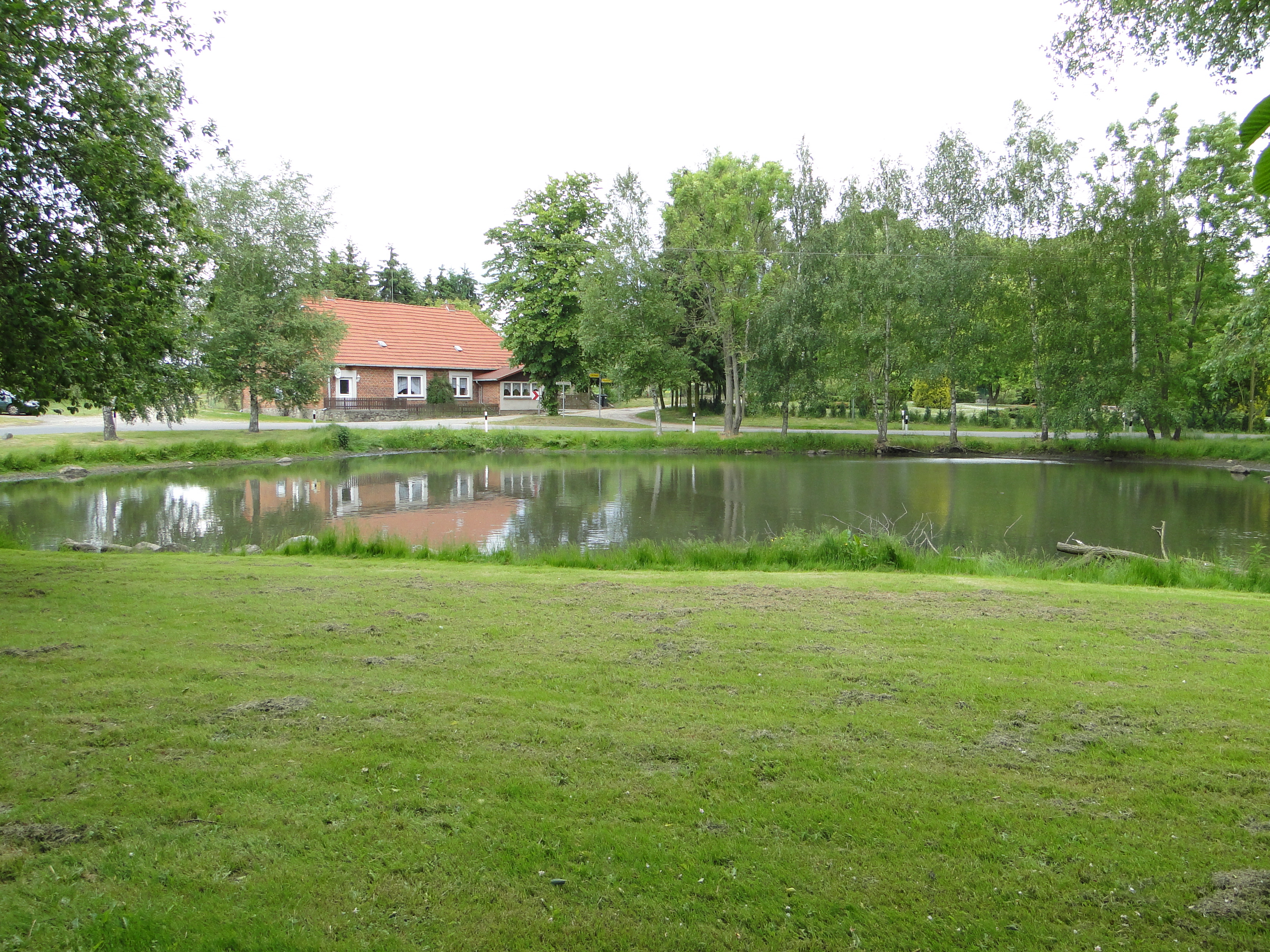
Erhalten gebliebener Dorfteich (2012)
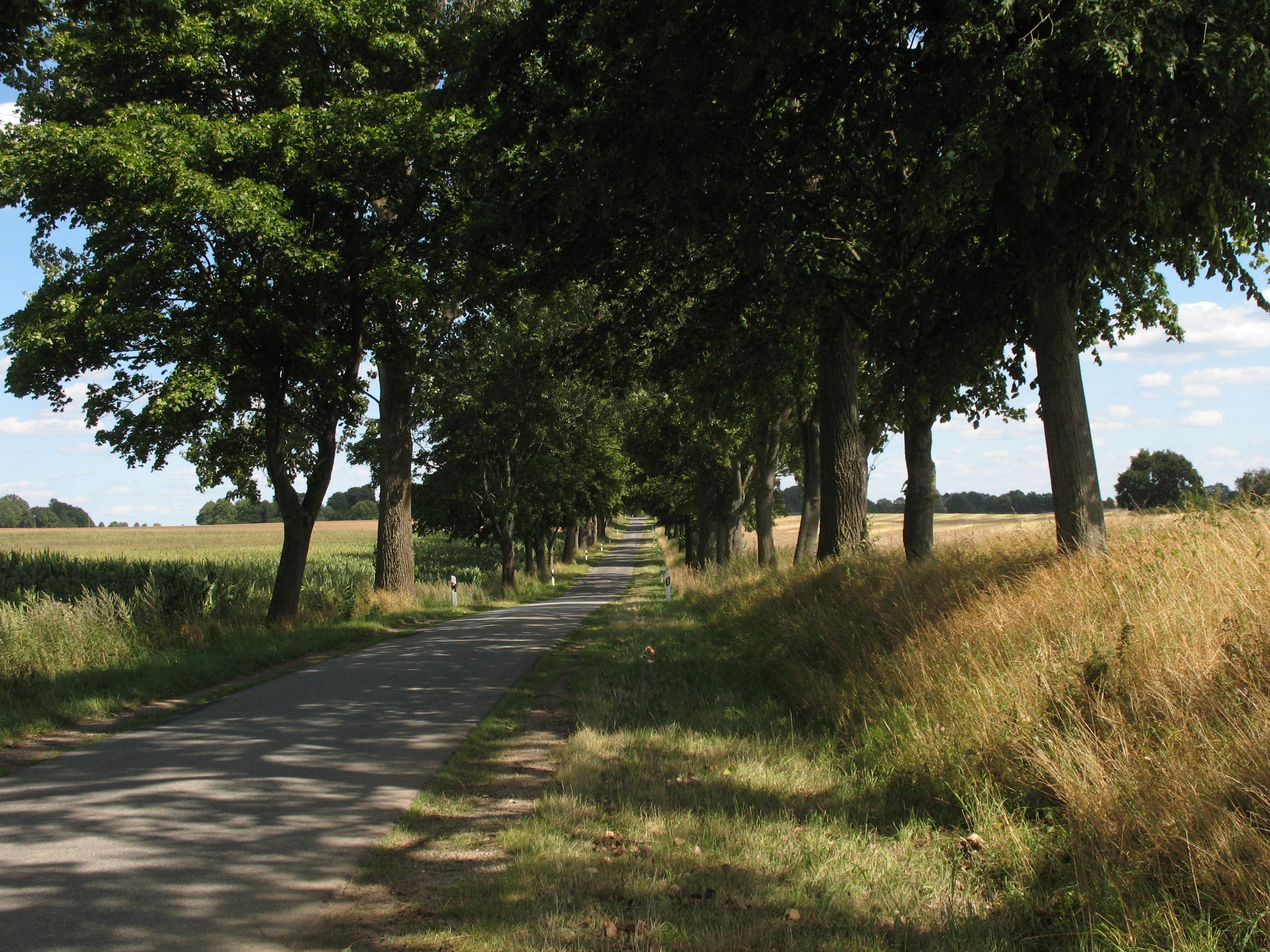
Allee beim Ruester Krug (2013)
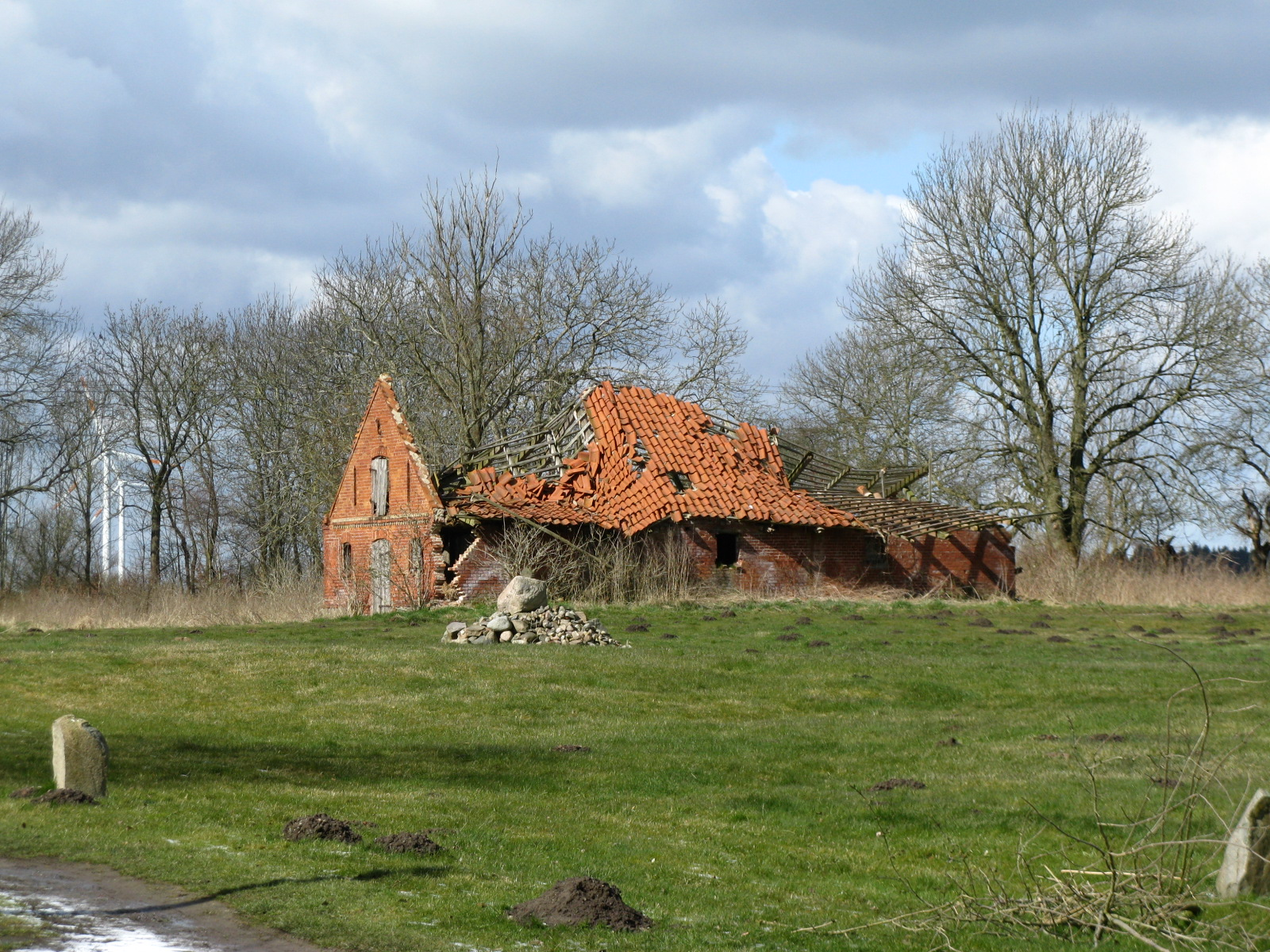
Rest eines Bauerngehöftes (2008)
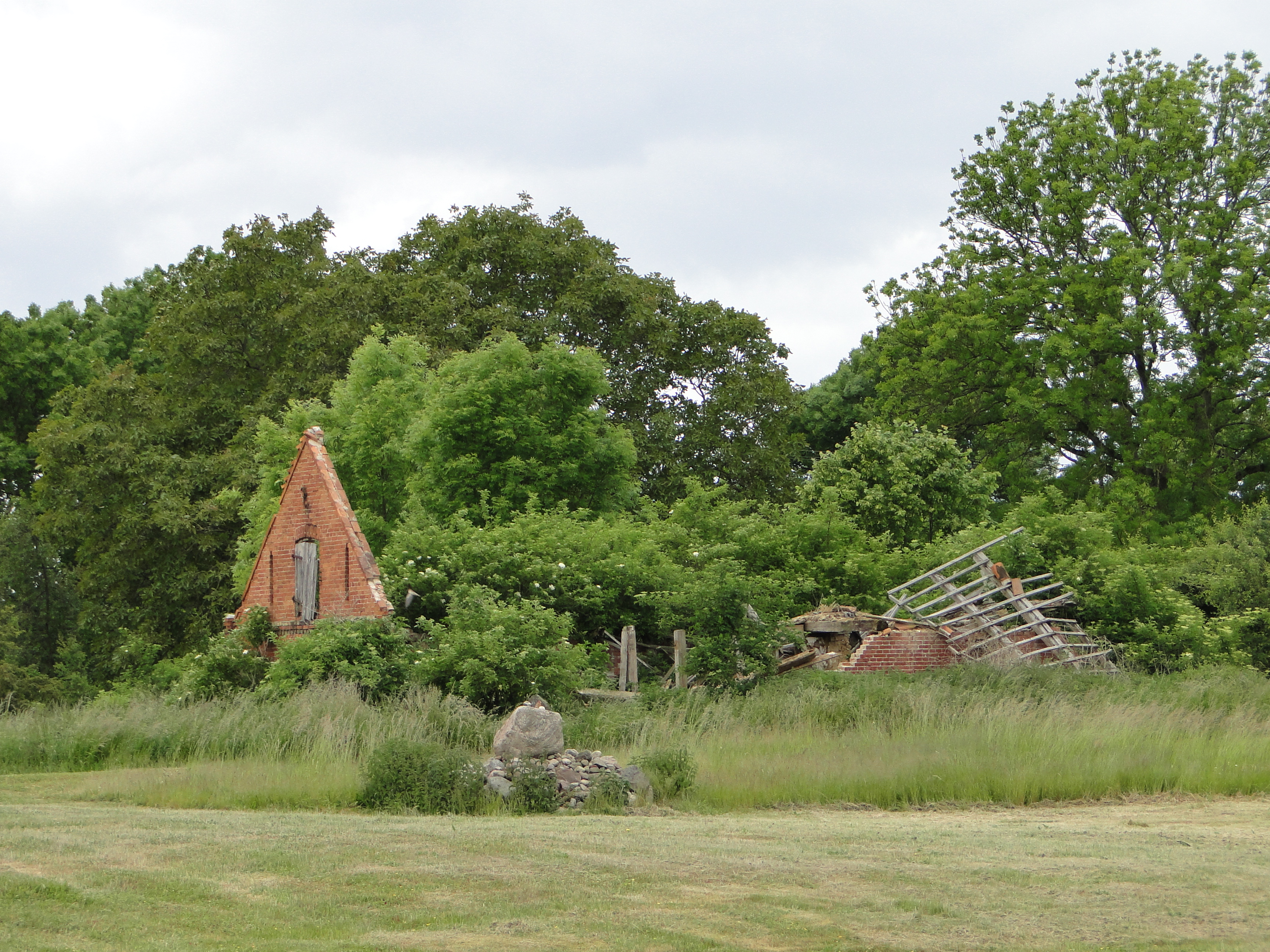
Stall als Ruine (2012)

## Dorfkirche

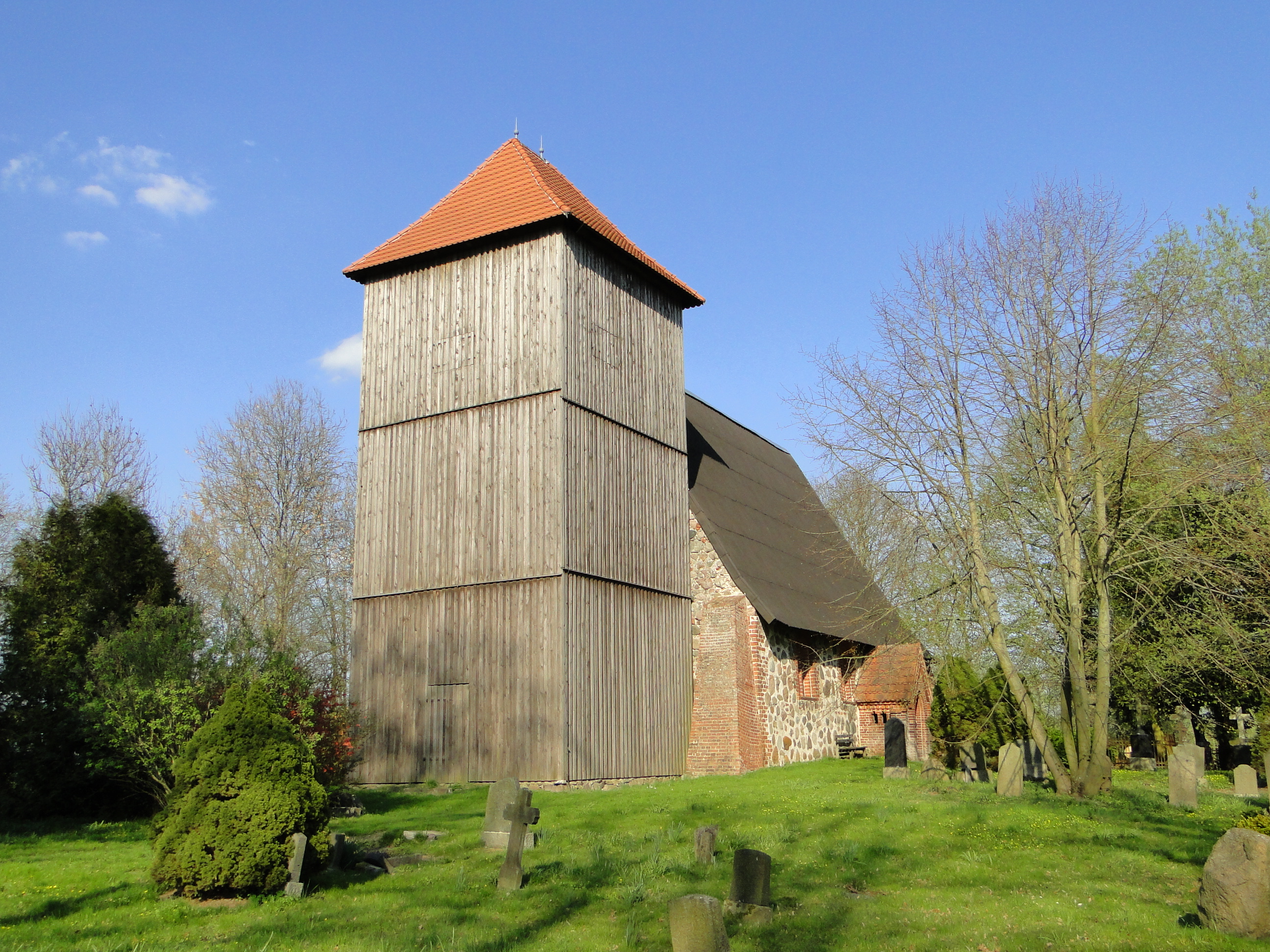
Kirche nach Notsicherung (2011)

Feldsteinkirche – Ende des 13. bis Anfang des 14. Jahrhunderts errichtet, dem Heiligen Stephan geweiht. 1996 Anschluss der Notsicherung mit verbrettertem Fachwerkturm und mit Wellbitumen abgedecktes Kirchendach.

## Friedhof

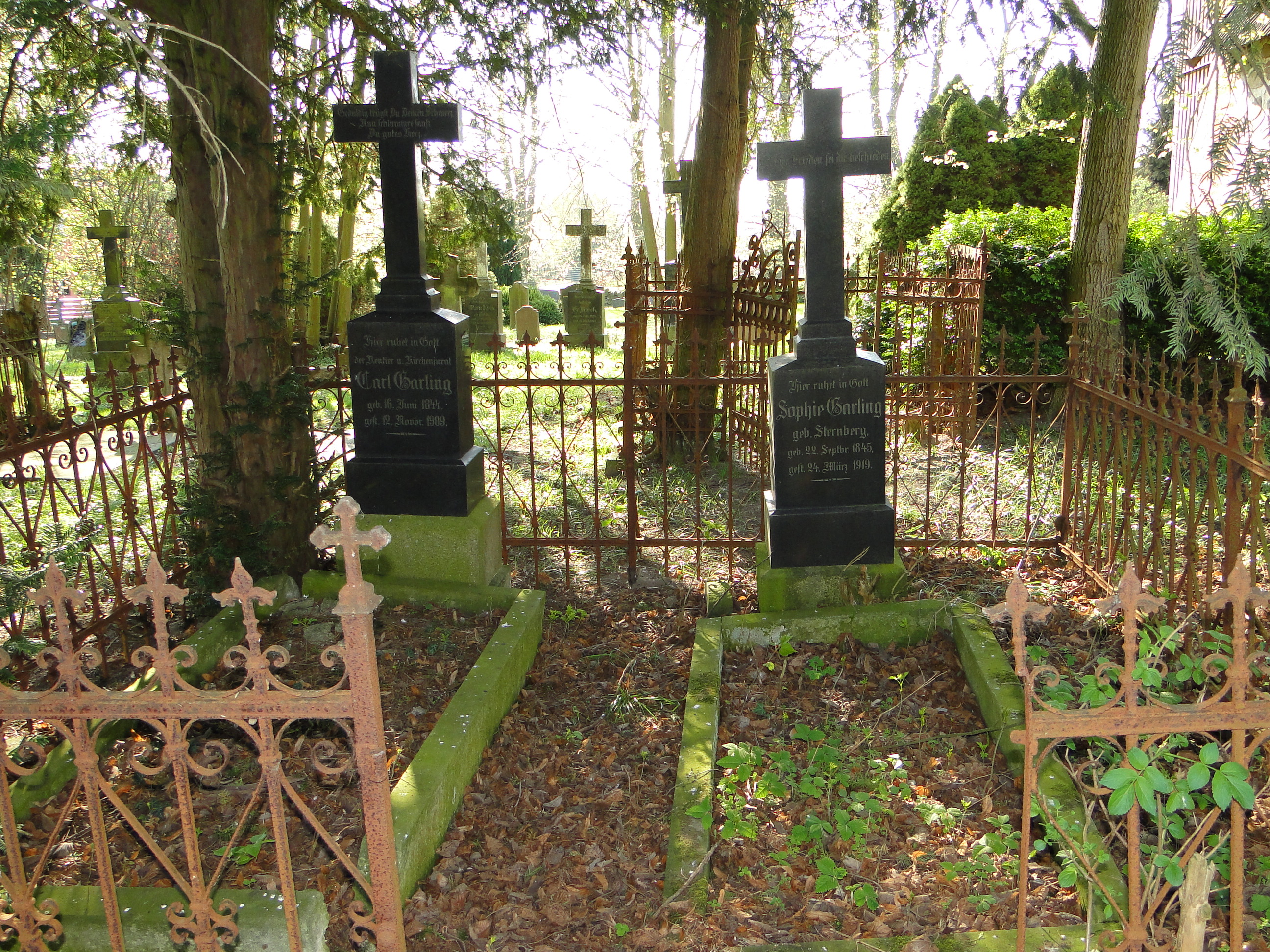
Friedhof (2011)

Der große Dorffriedhof um die Kirche weist noch zahlreiche alte Grabstellen und ein Kriegerdenkmal für die im Ersten Weltkrieg gefallenen Soldaten aus Ruest auf.

## Das Glockenmoor und Nepersmühlen
Auch die Feldmark um den Ruester Krug schien von jeher ein geschichtsträchtiger Ort zu sein. Viele Namen, wie das Glockenmoor, die Dörpstäd oder das Silberbergmoor, aber auch die Geschichte zur wüsten Dorfstätte Nepersmühlen haben sich erhalten. Gegenüber dem Ruester Krug an der Landstraße von Mestlin nach Hohen Pritz wurde 1833 das Erbkruggehöft gebaut. In dem südlichen dahinter liegendem Felde befindet sich eine moorige Wiese, das Glockenmoor. Auf dem für kleinere Leute in Ruest reservierten Acker soll in früheren Jahrhunderten ein Dorf gestanden haben. Der dortige Boden zeigt noch jetzt beim Ackern Grus und Bruchstücke von Mauersteinen. Man erzählte sogar von Resten alter Steinmauern. Gewiss ist, dieser Teil des Feldes wird heute noch "de Dörp-Städ", die Dorfstätte genannt. Auf dieser alten Dorfstelle, nur einige Meter vom Rande des Glockenmoores entfernt, fand 1849 der Ruester Knecht Friedrich Garling beim Haken auf dem Acker vom Erbkrüger Rieck einen Schatz. In dem zinnerne Bierkrug befanden sich 1221 vor 1379 geprägte Silbermünzen. Münzenexperten kamen zum Ergebnis, das das Vergraben der Münzen schon vor 1403 geschah. Nach alten Erzählungen und einer Sage soll auf der Dörpstäd das untergegangene Dorf eine Kirche mit einer Glocke gehabt haben. Die Glocke soll der Sage nach im Glockenmoor versunken sein und dort noch liegen.
Das untergegangene Dorf kann weder Ruest noch Nepersmühlen gewesen sein. So bleibt der Name des wüsten Dorfes am Glockenmoor weiter unbekannt.

## Sagen vom Dorf
Etliche Sagen wurden und werden zum Dorf und zur Ruester Feldmark erzählt.

### Die Hexen von Ruest
Erstmals zog sich von Ruest ein malerischer Feldweg über die hügeligen Äcker nach Mestlin hin. Jetzt ist er schon lange umgepflügt, aber die Erzählungen der Alten von einer Spukstelle am Weg sind bei einigen noch im Gedächtnis. Etwa auf halber Strecke, da wo die Grenze zu Mestlin entlangging, floss in kleiner Bach, der Teufelsgraben. Unweit davon lag die Hexenkuhle. Und auf der gegenüberliegenden Seite, nach Kadow hin erhob sich der Blocksberg. Hier war es, wo sich die Hexen in der Walpurgisnacht mit dem Teufel trafen und ihre Orgien feierten. Doch da es die Hexen ein ganzes Jahr ohne Unheil zu stiften nicht aushielten, konnte man sie auch um Mitternacht am Graben antreffen. So mancher, der den Weg des Nachts entlang zog, wurde hier in den Graben gezogen und kam erst des Morgens frei.

### Der Silberberg am Ruester Krug
Abergläubische Vorstellungen hielten sich besonders in ländlichen Gegenden lange. Die Menschen sahen in ihnen ein Mittel, um den Naturgewalten zu trotzen. War es doch mitunter die einzige Hilfe. Die Landschaft um den Ruester Krug kennzeichnen weite Felder mit Hügeln und kleinen Teichen. Westlich vom "Silberberg" befinden sich das "Silbermoor" und das "Glockenmoor". Der Silberberg hatte eine besondere Beziehung zum Dorf, denn bei manchem Gewitter schlugen die Blitze ausgerechnet auf diesem Hügel ein.

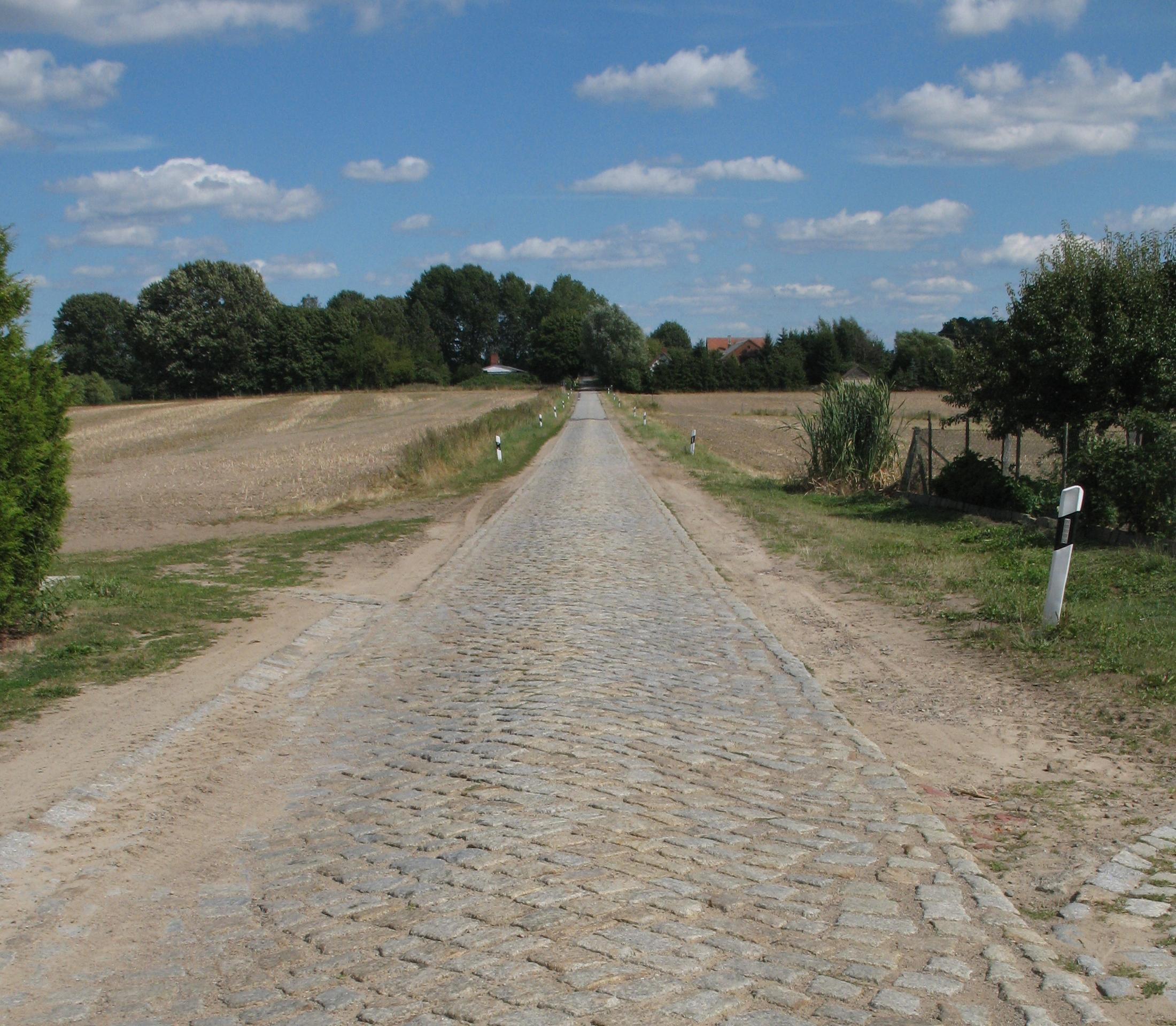
Landweg nach Ruest (2013)

Da die umliegenden Gehöfte verschont blieben, schlug man auf dem Hügel ein Kreuz ein und kam vor Beginn eines Gewitters hierher zum Beten. Auch Großvater Köpcke tat dies, denn sein Hof lag auf der anderen Straßenseite. Er hatte so viel Ehrfurcht vor diesem Kreuz, dass er vor jedem Gang ins Dorf das Kreuz einmal umrundete. Den Leuten blieb das nicht verborgen und bald erzählte man sich in Unkenntnis der Zusammenhänge seltsame Dinge bis zu unsichtbaren Kräften des Mannes.

### Der Reiter vom Ruester Bollwerk
Im südlichsten Zipfel der langgestreckten Ruester Feldmark erhebt sich inmitten der Wiesen eine Anhöhe, "Bollwerk" genannt. Von dem Bollwerk erzählen sich die Ruester manche gruselige Geschichte. Dort soll eine Burg gestanden haben und der gütige Ritter Bernhard Ruyst genoss im weiten Umkreis hohes Ansehen. Sogar die Goldberger ernannten ihn zu ihrem Ratsherren. Nach seinem Tode wurde sein Sohn Herr über die Burg. Er war Straßenräuber grausam und hartherzig, raubte und plünderte, bis er einen großen Schatz zusammengestohlen hatte. Glücklich wurde er damit nicht, denn man nahm ihn gefangen, verurteilte ihn zum Tode und zerstörte die Burg. Doch der böse Ritter fand nach seinem Tode keine Ruhe. Denn um Mitternacht stieg er aus seinem Gab, schwang sich auf sein Pferd und ritt, seinen Kopf unter dem Arm tragend, zum Bollwerk.

### Gedruckte Quellen
- Mecklenburgisches Urkundenbuch (MUB)
- Mecklenburgische Jahrbücher (MJB)

### Ungedruckte Quellen
Landeshauptarchiv Schwerin (LHAS)
- LHAS 1.5-4/3 Urkunden Kloster Dobbertin.
- LHAS 3.2-3/1 Landeskloster/Klosteramt Dobbertin
- LHAS 3.2-4 Ritterschaftliche Brandversicherungsgesellschaft
- LHAS 5.11-2 Landtagsversammlungen, Landtagsverhandlungen, Landtagsprotokolle, Landtagsausschuß
- LHAS 5.12-4/2 Mecklenburgisches Ministerium für Landwirtschaft, Domänen und Forsten

Landeskirchliches Archiv Schwerin (LKAS)
- LKAS, OKR Schwerin, Specialia, Abt. 4 Ruest.

## Karten
- Topographisch oekonomisch und militaerische Charte des Herzogthums Mecklenburg-Schwerin und das Fürstenthum Ratzeburg 1758 Klosteramt Dobbertin mit der Sandpropstei vom Grafen Schmettau.
- Wibekingsche Karte von Mecklenburg 1786.
- Charte von den Besitzungen des Klosters Dobbertin, Abteilung II. enthält Ruest, angefertigt nach den Gutskarten im Jahre 1866 durch I. H. Zebuhr.
- Messtischblatt Mestlin 1882.